# ステファン・ジマーマン
ステファン・エリック・ジマーマン・ジュニア  (Stephen Eric Zimmerman Jr. 1996年9月9日 - )は、アメリカ合衆国・テネシー州ヘンダーソンヴィル出身のバスケットボール選手。ポジションはセンター。バンビシャス奈良に所属している。ライジングゼファーフクオカ時代の登録名はステファン・ジマルマン。

## 来歴
ネバダ州ラスベガスのビショップ・ゴーマン高校時代から全米級のセンターとして鳴らし、3年生時の2014-15シーズンは平均14.7得点10.1リバウンド2.4ブロックショットを記録。2015年のマクドナルド・オール・アメリカンゲームやジョーダンブランド・クラシックゲームに出場するなど、注目された。大学は地元ネバダ州の強豪校ネバダ大学ラスベガス校に進学。1年生時の2015-16シーズンに平均10.5得点7.8リバウンドを記録し、2016年のNBAドラフトにアーリーエントリーを表明。41位でオーランド・マジックから指名された。
2017年8月9日、ロサンゼルス・レイカーズとトレーニングキャンプに関する契約を結んだ ものの、10月9日に解雇。1か月後の11月3日にレイカーズ傘下のサウスベイ・レイカーズへの入団が決まった。
2024年7月2日、バンビシャス奈良への加入が発表された。登録名はスティーブン・ジマーマン。